# Parevansula vermiformis
Parevansula vermiformis är en kräftdjursart som beskrevs av Moore 1976. Parevansula vermiformis ingår i släktet Parevansula och familjen Ameiridae. Inga underarter finns listade i Catalogue of Life.